# Alessandria Unione Sportiva 1955-1956
Questa pagina raccoglie le informazioni riguardanti l'Alessandria Unione Sportiva nelle competizioni ufficiali della stagione 1955-1956.

## Stagione
Nella stagione 1954-1955 l'Alessandria disputò il suo dodicesimo campionato di Serie B.

## Divise
| 1ª maglia |

## Organigramma societario
Area direttiva
- Presidente: Silvio Sacco
- Vicepresidente: Siro Gobbi
- Consiglieri: Piero Melchionni, Pietro Mignone, Mario Moccagatta, Amedeo Ruggiero, Mario Sacco, Attilio Venturino

Area organizzativa
- Segretario: Piero Zorzoli
- Segretario amministrativo: Enrico Reposi

Area tecnica
- Direttore tecnico: Luigi Allemandi
- Allenatore: Pietro Scamuzzi, poi dal 18 ottobre Mario Sperone
- Allenatore in 2ª: Luciano Robotti
- Collaboratore: Pasquale Parodi

Area sanitaria
- Medico sociale: Bruno
- Massaggiatore: Eugenio Taverna

## Rosa
| N. |                   | Ruolo | Calciatore         |
| -- | ----------------- | ----- | ------------------ |
|    | Italia (bandiera) | P     | Pacifico Cuman     |
|    | Italia (bandiera) | P     | Vincenzo Ravera    |
|    | Italia (bandiera) | P     | Ideo Stefani       |
|    | Italia (bandiera) | D     | Bruno Bosio        |
|    | Italia (bandiera) | D     | Luigi Bussetti     |
|    | Italia (bandiera) | D     | Aldo Nardi         |
|    | Italia (bandiera) | D     | Bruno Russoni      |
|    | Italia (bandiera) | D     | Alfredo Travia     |
|    | Italia (bandiera) | C     | Adelmo Battistella |
|    | Italia (bandiera) | C     | Luigi Bodi         |
|    | Italia (bandiera) | C     | Michele Manenti    |
|    | Italia (bandiera) | C     | Carlo Matteucci    |

| N. |                   | Ruolo | Calciatore           |
| -- | ----------------- | ----- | -------------------- |
|    | Italia (bandiera) | C     | Teresio Papa         |
|    | Italia (bandiera) | C     | Gastone Perin        |
|    | Italia (bandiera) | C     | Franco Russi         |
|    | Italia (bandiera) | C     | Luigi Traverso       |
|    | Italia (bandiera) | C     | Alessandro Vitali    |
|    | Italia (bandiera) | A     | Lanfranco Albertelli |
|    | Italia (bandiera) | A     | Peppino Bocchio      |
|    | Italia (bandiera) | A     | Leoni                |
|    | Italia (bandiera) | A     | Giuseppe Marchetto   |
|    | Italia (bandiera) | A     | Luciano Redegalli    |
|    | Italia (bandiera) | A     | Roberto Serone       |
|    | Italia (bandiera) | A     | Giorgio Tinazzi      |

## Risultati

### Serie B

#### Girone di andata
| Arbitro: | Corallo (Lecce) |

|            |           |                        |
| Vitali 52’ | Marcatori | 11’ Lonardi 23’ Buzzin |

| Arbitro: | De Marchi (Pordenone) |

|              |           |  |
| Lojodice 51’ | Marcatori |  |

| Arbitro: | Righi (Milano) |

|                   |           |               |
| Serone 58’ (rig.) | Marcatori | 1’ Ghersetich |

| Arbitro: | Marangio (Roma) |

|            |           |                           |
| Serone 75’ | Marcatori | 29’ Bettolini 68’ Caprile |

| Arbitro: | Adami (Roma) |

|                             |           |            |
| Puccinelli 30’ Bronzoni 83’ | Marcatori | 3’ Tinazzi |

| Arbitro: | De Gregorio (Legnano) |

|                 |           |             |
| Serone 23’, 74’ | Marcatori | 33’ Remonti |

| Alessandria 30 ottobre 1955 | Alessandria     | 0 – 0 | Catania | Stadio Giuseppe Moccagatta\| Arbitro: \| Corallo (Lecce) \| |
| Arbitro:                    | Corallo (Lecce) |       |         |                                                             |

| Arbitro: | Canepa (Genova) |

|             |           |  |
| Rebizzi 55’ | Marcatori |  |

| Arbitro: | Coppa (Mariano Comense) |

|              |           |  |
| Castaldo 11’ | Marcatori |  |

| Arbitro: | Adami (Roma) |

|                                      |           |            |
| Redegalli 6’ Marchetto 50’ Nardi 60’ | Marcatori | 36’ Bretti |

| Arbitro: | Menchini (Udine) |

|            |           |  |
| Gritti 55’ | Marcatori |  |

| Arbitro: | Righi (Milano) |

|              |           |            |
| De Prati 24’ | Marcatori | 8’ Tinazzi |

| Arbitro: | Rigato (Mestre) |

|                 |           |                |
| Tinazzi 4’, 39’ | Marcatori | 36’ Fioravanti |

| Arbitro: | Fornari (Bologna) |

|           |           |  |
| Foglia 9’ | Marcatori |  |

| Taranto 15 gennaio 1956 | Taranto          | 0 – 0 | Alessandria | Stadio Valentino Mazzola\| Arbitro: \| Griggi (Brescia) \| |
| Arbitro:                | Griggi (Brescia) |       |             |                                                            |

| Alessandria 22 gennaio 1956 | Alessandria    | 0 – 0 | Modena | Stadio Giuseppe Moccagatta\| Arbitro: \| Mori (Cremona) \| |
| Arbitro:                    | Mori (Cremona) |       |        |                                                            |

| Arbitro: | De Gregorio (Legnano) |

|             |           |                                                    |
| Bicicli 43’ | Marcatori | 5’ (aut.) Pizzolito 69’ Tinazzi 73’ (aut.) Monardi |

#### Girone di ritorno
| Arbitro: | Griggi (Brescia) |

|                       |           |                                          |
| Buzzin 46’ Larini 90’ | Marcatori | 22’ Bodi 44’ (aut.) Begali 85’ Marchetto |

| Arbitro: | Marangio (Roma) |

|                                            |           |                                      |
| Ghersetich 8’ Regalia 13’, 18’ Savigni 50’ | Marcatori | 5’ Manenti 42’, 54’ (rig.) Marchetto |

| Legnano 4 marzo 1956 | Legnano           | 0 – 0 | Alessandria | Stadio di via Carlo Pisacane\| Arbitro: \| Fornari (Bologna) \| |
| Arbitro:             | Fornari (Bologna) |       |             |                                                                 |

| Arbitro: | Adami (Roma) |

|  |           |                       |
|  | Marcatori | 30’ Farina 49’ Milani |

| Arbitro: | Canepa (Genova) |

|                               |           |                |
| Vitali 37’ Marchetto 45’, 47’ | Marcatori | 18’ Puccinelli |

| Arbitro: | Coppa (Mariano Comense) |

|             |           |  |
| Remonti 84’ | Marcatori |  |

| Arbitro: | Smorto (Reggio Calabria) |

|                                        |           |               |
| Ghiandi 30’ Cattaneo 72’ Spikofski 79’ | Marcatori | 60’ Marchetto |

| Alessandria 1º aprile 1956 | Alessandria     | 0 – 0 | Brescia | Stadio Giuseppe Moccagatta\| Arbitro: \| Caputo (Napoli) \| |
| Arbitro:                   | Caputo (Napoli) |       |         |                                                             |

| Arbitro: | Guarnaschelli (Pavia) |

|            |           |  |
| Travia 68’ | Marcatori |  |

| Arbitro: | Lo Bello (Siracusa) |

|  |           |                             |
|  | Marcatori | 15’ (aut.) Grani 74’ Vitali |

| Arbitro: | Corallo (Lecce) |

|          |           |                    |
| Bodi 79’ | Marcatori | 71’ (rig.) Baldini |

| Arbitro: | Griggi (Brescia) |

|                           |           |  |
| Manenti 34’ Marchetto 52’ | Marcatori |  |

| Palermo 13 maggio 1956 | Palermo         | 0 – 0 | Alessandria | Stadio La Favorita\| Arbitro: \| Marangio (Roma) \| |
| Arbitro:               | Marangio (Roma) |       |             |                                                     |

| Alessandria 20 maggio 1956 | Alessandria     | 0 – 0 | Salernitana | Stadio Giuseppe Moccagatta\| Arbitro: \| Clemente (Roma) \| |
| Arbitro:                   | Clemente (Roma) |       |             |                                                             |

| Arbitro: | Caputo (Napoli) |

|                                                      |           |                |
| Manenti 4’ Albertelli 9’ Redegalli 30’ Marchetto 44’ | Marcatori | 27’ Castignani |

| Arbitro: | Coppa (Mariano Comense) |

|                                                |           |               |
| Goldoni 4’ Ponzoni 20’ Gaeta 74’ Scarascia 86’ | Marcatori | 37’ Redegalli |

| Arbitro: | Baldassarre (Udine) |

|                                            |           |  |
| Manenti 23’ Vitali 25’ Albertelli 47’, 71’ | Marcatori |  |

## Statistiche

### Statistiche di squadra
| Competizione | Punti | In casa | In casa | In casa | In casa | In casa | In casa | In trasferta | In trasferta | In trasferta | In trasferta | In trasferta | In trasferta | Totale | Totale | Totale | Totale | Totale | Totale | DR |
| Competizione | Punti | G       | V       | N       | P       | Gf      | Gs      | G            | V            | N            | P            | Gf           | Gs           | G      | V      | N      | P      | Gf     | Gs     | DR |
| ------------ | ----- | ------- | ------- | ------- | ------- | ------- | ------- | ------------ | ------------ | ------------ | ------------ | ------------ | ------------ | ------ | ------ | ------ | ------ | ------ | ------ | -- |
| Serie B      | 32    | 17      | 8       | 6       | 3       | 25      | 13      | 17           | 3            | 4            | 10           | 15           | 23           | 34     | 11     | 10     | 13     | 40     | 36     | +4 |

### Statistiche dei giocatori[3]
| Giocatore      | Serie B  | Serie B | Serie B     | Serie B    |
| Giocatore      | Presenze | Reti    | Ammonizioni | Espulsioni |
| -------------- | -------- | ------- | ----------- | ---------- |
| L. Albertelli  | 13       | 3       | ?           | ?          |
| A. Battistella | 14       | 0       | ?           | ?          |
| P. Bocchio     | 1        | 0       | ?           | ?          |
| L. Bodi        | 22       | 2       | ?           | ?          |
| B. Bosio       | 31       | 0       | ?           | ?          |
| L. Bussetti    | 5        | 0       | ?           | ?          |
| P. Cuman       | 5        | -6      | ?           | ?          |
| Leoni          | 2        | 0       | ?           | ?          |
| M. Manenti     | 24       | 4       | ?           | ?          |
| G. Marchetto   | 26       | 9       | ?           | ?          |
| C. Matteucci   | 6        | 0       | ?           | ?          |
| A. Nardi       | 32       | 1       | ?           | ?          |
| T. Papa        | 1        | 0       | ?           | ?          |
| G. Perin       | 23       | 0       | ?           | ?          |
| V. Ravera      | 3        | -4      | ?           | ?          |
| L. Redegalli   | 10       | 3       | ?           | ?          |
| F. Russi       | 27       | 0       | ?           | ?          |
| B. Russoni     | 2        | 0       | ?           | ?          |
| R. Serone      | 9        | 4       | ?           | ?          |
| I. Stefani     | 26       | -27     | ?           | ?          |
| G. Tinazzi     | 27       | 5       | ?           | ?          |
| L. Traverso    | 24       | 0       | ?           | ?          |
| A. Travia      | 22       | 1       | ?           | ?          |
| A. Vitali      | 22       | 4       | ?           | ?          |